# 1994年电子游戏界

## 事件
- 任天堂宣告“1994年：卡带之年”。[1]
- 任天堂在澳大利亚的附属公司，任天堂澳大利亚（英语：Nintendo Australia）由山内溥开张成立。其成功地结束了美泰兒澳大利亚在澳大利亚发行任天堂产品。
- “现实计划”更名为任天堂超级64。在1994年春季第一次向公众展示平台的设计。
- 4月 Interactive Digital Software Association （IDSA）成立。（名称后于2003年更名为娱乐软件协会）；IDSA建立了娛樂軟件分級委員會（ESRB）。
- 4月28日 世嘉和米高梅风险性地创立电子游戏、电影和电视程序。
- 6月24日 Computer Game Developers Association（英语：Computer Game Developers Association）由Ernest W. Adams创建。
- 11月 《Game Zero》杂志终止了它们的印刷版。成为第一家电子游戏新闻网络杂志。
- 11月10日 《雙人網球》（1958年）的创作者，威廉·希金博特姆逝世，享年84岁。

### 知名发行
- 1月 《洛克人X》在美国发行。
- 2月2日 《刺猬索尼克3》（世嘉、Mega Drive/Genesis）在北美地區發行，引入了新角色纳克鲁斯。
- 2月23日 《超级街头霸王II Turbo》（街机），引入了新角色豪鬼。
- 3月15日 《洛克人6 史上最大戰爭！！》在美国发行。
- 3月19日 《超级银河战士》（超級任天堂），游戏具有24-megabit（英语：megabit）卡带（当时最大），被《电子游戏月刊》于2002年称为最佳游戏。
- 3月27日 Origin发行了《Wing Commander III: Heart of the Tiger（英语：Wing Commander III: Heart of the Tiger）》，游戏依据太空模拟剧情和与大牌演员互动。游戏为史上制作作费用最昂贵游戏之一，预算为4百万美元。
- 4月2日 史克威爾于4月2日在日本和10月11日在北美发行了《最终幻想VI》（当时在北美称为《最终幻想III》）。
- 5月3日 Epic MegaGames发行了《光速兔崽子》。为一个具有“动物态度”类型的平台游戏。
- 6月2日 Sir-Tech发行了回合制策略（英语：turn-based tactics）游戏《Jagged Alliance（英语：Jagged Alliance）》。为《Jagged Alliance（英语：Jagged Alliance (series)）》系列第一作。
- 7月 LucasArts发行了《TIE Fighter（英语：Star Wars: TIE Fighter）》。
- 7月5日 卡普空发行了《魔域幽靈》。
- 7月15日 Acclaim Entertainment（英语：Acclaim Entertainment）与Mirage（英语：Mirage Technologies (Multimedia) Ltd.）发行了格斗游戏《Rise of the Robots（英语：Rise of the Robots）》。
- 8月2日 Shiny Entertainment发行了《Earthworm Jim》。
- 8月25日 SNK发行了《拳皇'94》。為《拳皇》系列第一作。
- 8月27日 任天堂在日本地区超级任天堂发行了《地球冒险2 基格的逆袭》。在将近1年之后在北美地区超级任天堂以《EarthBound》发行。《地球冒险2》也加入了新角色奈斯。
- 8月31日 艺电在3DO上发行了《極速快感》。成为极品飞车系列所有时期最为成功的作品。
- 9月 MicroProse发行了《Master of Magic（英语：Master of Magic）》。
- 9月9日 《真人快打II》的超级任天堂版本发行，具有所有的血腥和完整的死亡版本。为第一款在任天堂平台上具有如此主题的游戏。
- 9月22日 Looking Glass Studios（英语：Looking Glass Studios）发行了《System Shock》。
- 10月 《殺手本能》 （Rare），第一款具有内部硬盘的街机机器。
- 10月10日 id Software发行了《毁灭战士II》。Dave D. Taylor（英语：Dave D. Taylor）创建了最初的《毀滅戰士》Linux移植版本。成为该新系统第一款大型游戏。
- 10月17日[2] 《Sonic & Knuckles（英语：Sonic & Knuckles）》发行。游戏允许玩家联接先前的索尼克游戏至卡带。使得纳克鲁斯在上面可以进行游戏。
- 10月25日 MicroProse发行了《UFO: Enemy Unknown（英语：UFO: Enemy Unknown）》，以及年度战略游戏《Master of Orion（英语：Master of Orion）》。
- 11月 世嘉在欧洲和美国发行了《毀滅戰士》和《Star Wars Arcade》，与其一起发行了32X附属设备。
- 11月21日 任天堂发行了Rare的《超级大金刚》（超級任天堂），具有3D预渲染图像。游戏也引入了新角色狄狄剛（英语：Diddy Kong）。
- 11月23日 暴雪娛樂发行了即时战略游戏《魔兽争霸：人类与兽人》。其形成了一个系列并且影响和之后许多游戏。
- 11月23日 雪乐山发行了电脑冒险游戏《King's Quest VII: The Princeless Bride（英语：King's Quest VII: The Princeless Bride）》，该系列第一款使用“SVGA”图像。
- 12月9日 南梦宫在街机发行了其第一款3D格斗游戏《铁拳》。
- 12月10日 任天堂发行了《瓦利歐之森》。最后一款在Nintendo Entertainment System北美地区发行的官方游戏。之后任天堂官方宣布中断其平台的生产。
- 12月16日 《洛克人X2》在日本发行。
- 12月21日 Bungie发行了《Marathon（英语：Marathon (computer game)）》。第一款最早的在Macintosh上的原创（非移植）第一人称射击游戏。
- 12月24日 《Heretic（英语：Heretic (video game)）》由id Software发行。其为Raven Software的《Heretic》/《Hexen》系列首作。并且是第一款游戏与DWANGO捆绑。其为最早的在线多人游戏（英语：online multiplayer）服务。
- Maxis发行了《模擬城市2000》，为流行的《模拟城市》续作。
- 世嘉在街机发行了竞速游戏《梦游美国》。
- Sensible Software（英语：Sensible Software）发行了《Sensible World of Soccer（英语：Sensible Soccer (series)）》。被英国Amiga杂志《Amiga Power（英语：Amiga Power）》誉为最佳Amiga游戏。
- 南梦宫在街机发行了《Point Blank（英语：Point Blank (1994 video game)）》。

### 硬件
- AIWA仅在日本地区发行了Aiwa Mega-CD多媒体家用平台。
- 萬代发行了Playdia多媒体家用平台。
- 日本電氣发行了PC-FX多媒体家用平台。
- 世嘉：
  - 在北美地区与時代華納合作，引入了cable TV Sega Channel。可以通过cable box为客户提供点播Sega Genesis游戏服务。
  - 在欧洲地区（11月14日），北美地区（11月21日）和日本地区（12月3日）发行了Sega 32X，为Sega Mega Drive/Genesis的附属设备。
  - 在北美地区发行了Sega Nomad手持平台。一个移动版Sega Genesis。
  - 于11月22日在日本发行了世嘉土星家用平台。
- SNK发行了Neo Geo CD家用平台。

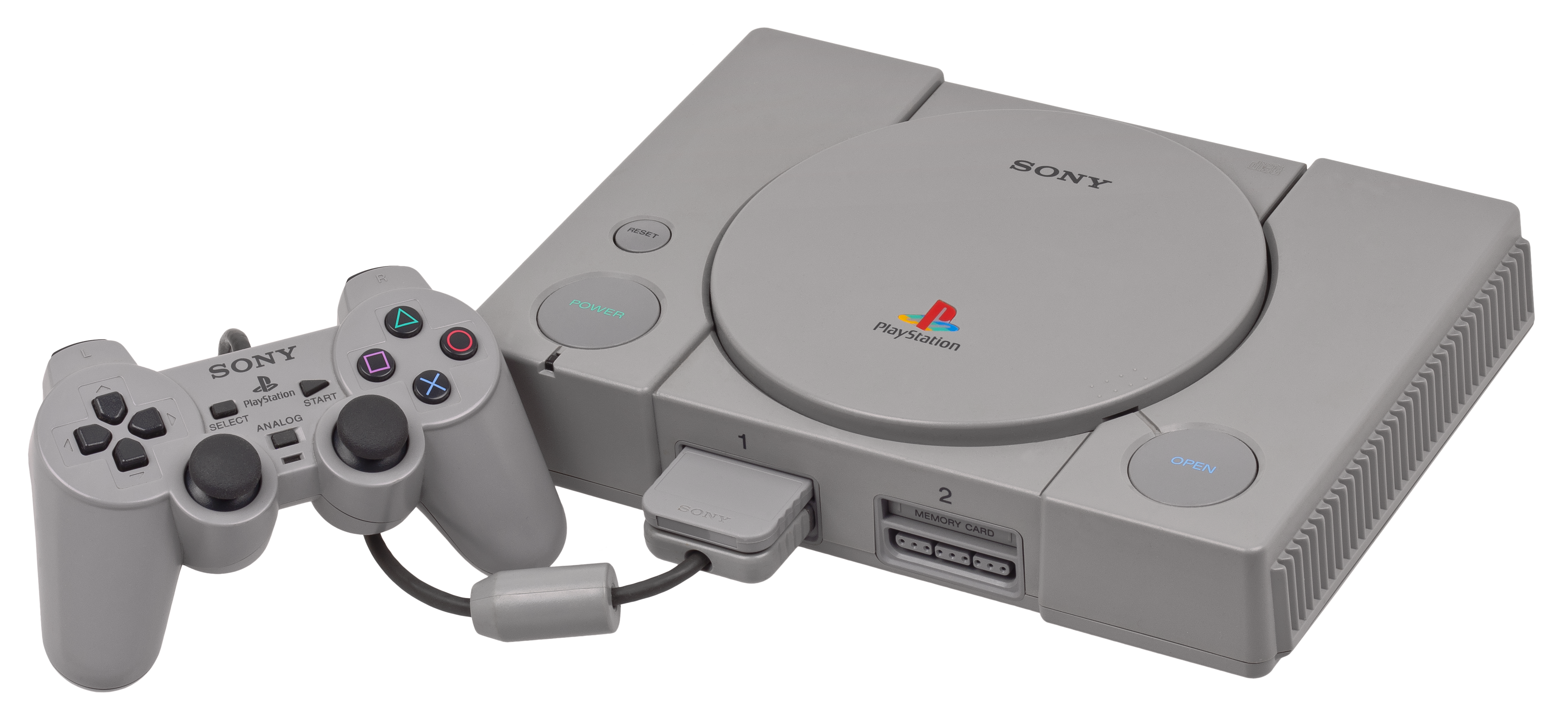
PlayStation video game console, first released in Japan

- 索尼于12月3日在日本发行了PlayStation家用平台。
- 任天堂发行了Super Game Boy在超級任天堂家用平台上的适配器。
- Atari Corporation（英语：Atari Corporation）结束了对Lynx手持设备的支持服务。

### 商业
- 新公司： CD Projekt、Neversoft、Idea Factory、Matrix Software、Monolith Productions、Nexon、Xtreme Software（1995年更名為Insomniac Games）
- 关闭： 康懋达国际，Tradewest（英语：Tradewest）
- 9月14日 电子游戏杂志《Nintendomagasinet（英语：Nintendomagasinet）》在四年之后结束。1994第九期在这一天发行，而该杂志已加入《Super Power（英语：Super PLAY）》。
- Apogee建立3D Realms Entertainment分部。
- 暴雪娛樂由硅与神经键更名而来。
- SSI出售于Mindscape（英语：Mindscape）
- Alpex计算机集团对任天堂诉讼：Alpex控告任天堂侵犯其专利。任天堂败诉。
  - 任天堂美国对Dragon Pacific Intern